# Phyllogomphoides joaquini
Phyllogomphoides joaquini – gatunek ważki z rodziny gadziogłówkowatych (Gomphidae).